# La nostra vida a la Borgonya
La nostra vida a la Borgonya (títol original: Ce qui nous lie) és una film francès dirigida per Cédric Klapisch, estrenada l'any 2017. Ha estat subtitulada al català.

## Argument
Jean, Juliette i Jérémie es reuneixen a Borgonya en vigílies de la mort del seu pare. Després de la seva mort, viuen un any al ritme de la vinya i del vi...

## Repartiment
- Pio Marmaï: Jean
- Ana Girardot: Juliette
- François Civil: Jérémie
- Jean-Marc Roulot: Marcel

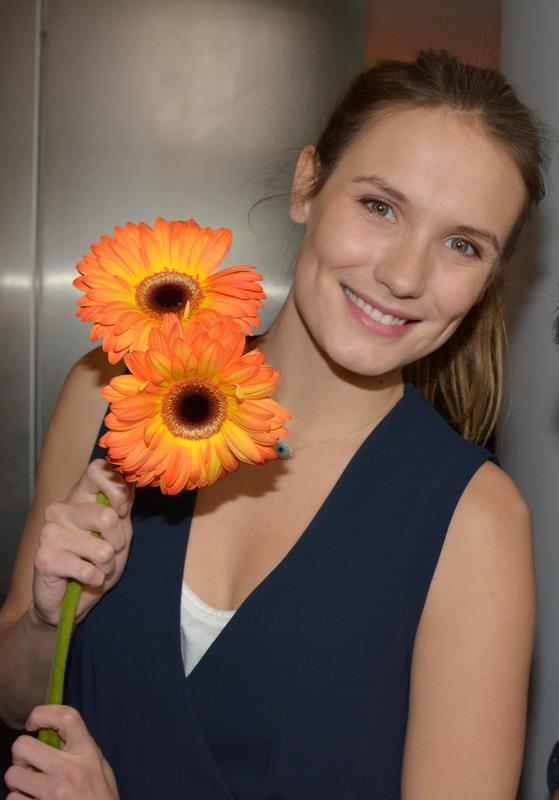
L'actriu principal Ana Girardot, l'any 2016.

- María Valverde: Alicia, la dona de Jean
- Yamée Costura: Océane, la dona de Jérémie
- Karidja Touré: Lina, una veremadora
- Florence Pernel: Chantal, la mare de Océane
- Jean-Marie Winling: Anselme, el pare de Océane
- Éric Caravaca: El pare
- Sarah Grappin: La mare
- Tewfik Jallab: Marouan, veremador
- Cédric Klapisch: un veremador (al costat de Marouan, al començament de la 2a temporada)

## Producció
El film va ser anunciat a l'estiu de 2015.
Post-producció
- El film ha tingut per a títols de treball successius El Vi, 30 primaveres, El Vi i el vent i El que ens noue, això últim en referència al que em mou, el curt que hi havia dirigida l'any 1989,.
- Cédric Klapisch compon amb Camélia Jordana El que lliga, cançó original del film que interpreta per a la seva banda original.

Llocs de rodatge
El rodatge té lloc de setembre 2015 a la primavera 2016 a Costa d'Or (Borgonya): Meursault, Chassagne-Montrachet (Domini dels Ducs de Magenta), Puligny-Montrachet i Beaune.

## Crítica
- "Un bell i amarg relat familiar (...) Potser li falti una mica d'equilibri (...), però el resultat final supera amb molt la seva inevitable aroma a 'feel-good' movie. (...) Puntuació: ★★★★ (sobre 5)"[3]
- "El major problema del film és que ni té un tercer germà tridimensional ni un personatge femení ben desenvolupat (...) Els aspectes tècnics són suaus com la seda"[4]
- "Una senzilla i gaudible reflexió sobre la batalla contra l'haver de ser i el que significa sortir-se dels patrons establerts per la societat. (...) Puntuació: ★★★ (sobre 5)"[5]